# ويليام فالنتاين
ويليام فالنتاين (بالإنجليزية: William Valentine)‏ هو مبشر أمريكي، ولد في 9 مايو 1862 في Spencer, New York ‏ في الولايات المتحدة، وتوفي في 2 فبراير 1928 في باكولود في الفلبين بسبب ملاريا.